# 卡西迪鎮區 (密蘇里州克里斯蒂安縣)
卡西迪鎮區（英語：Cassidy Township）是位於美國密蘇里州克里斯蒂安縣的一個行政鎮區。

## 地方資料
卡西迪鎮區的面積為29.64平方千米，當中陸地面積為29.59平方千米，而水域面積為0.05平方千米。根據2020年美國人口普查的數據，當地共有人口9447人，而人口密度為每平方千米318.72人。